# ووژ ۱۰۹۵۶
سیارک ۱۰۹۵۶ (به انگلیسی: 10956 Vosges، نامگذاری:5023P-L) ده هزار و نهصد و پنجاه و ششمین سیارک کشف شده‌است که در ۲۴ سپتامبر ۱۹۶۰ کشف شد.